# Brooke Lynn Hytes
Brooke Lynn Hytes (Toronto, 10 de març de 1986), nom artístic de Brock Edward Hayhoe, és un ballarí de ballet i intèrpret canadenc, reconegut pel seu paper de drag-queen. Després de treballar com a ballarí amb Cape Town City Ballet i Les Ballets Trockadero de Monte Carlo, va aconseguir el reconeixement internacional per competir a l'onzena temporada de RuPaul's Drag Race. Hytes va quedar en segon lloc, per darrere de la drag-queen guanyadora Yvie Oddly. Hytes fou la primera persona del Canadà a competir al programa.
Hytes és també membre principal del jurat de Canada's Drag Race, la versió canadenca del format, convertint-se en la primera concursant de Drag Race a ser jurat a temps complet d'un concurs derivat de l'original estatunidenc.

## Joventut
Brock Edward Hayhoe va néixer el 10 de març de 1986 a Toronto. Va estudiar a l'Etobicoke School of the Arts de la ciutat. Quan tenia 15 anys, va començar a ballar a la National Ballet School del Canadà durant cinc anys. Va sortir de l'armari com a gai quan tenia 18 anys.

## Carrera
Als 20 anys, es va traslladar a Sud-àfrica i va actuar al Cape Town City Ballet. Més tard es va traslladar a la ciutat de Nova York i es va unir a Les Ballets Trockadero de Monte Carlo. El 2014, va guanyar el certamen de drag-queens de Chicago Miss Continental.
El 24 de gener de 2019, Hytes va ser anunciada com una de les quinze concursants que competirien a la temporada onze de RuPaul's Drag Race. Va guanyar els principals reptes dels episodis 1, 5 i 11, i va aconseguir situar-se en el top d'un repte nou vegades al llarg de la temporada. Es tracta de la persona amb més tops 3 en una sola temporada de la història de RuPaul's Drag Race. El duel de playback de "Sorry Not Sorry" de Demi Lovato va ser elogiat per la crítica i va ser declarat per molts com el millor playback de la història del programa. Al llarg del programa, Hytes va començar un romanç amb la també concursant Vanessa Vanjie Mateo. Hytes i Mateo es van haver d'enfrontar en un playback de la cançó "A Deeper Love" d'Aretha Franklin a l'episodi dotze, que Hytes va guanyar i Mateo fou l'última drag-queen eliminada abans del final. Hytes va acabar com a subcampiona de l'onzena temporada de Rupaul's Drag Race en perdre el playback de la final contra Yvie Oddly.

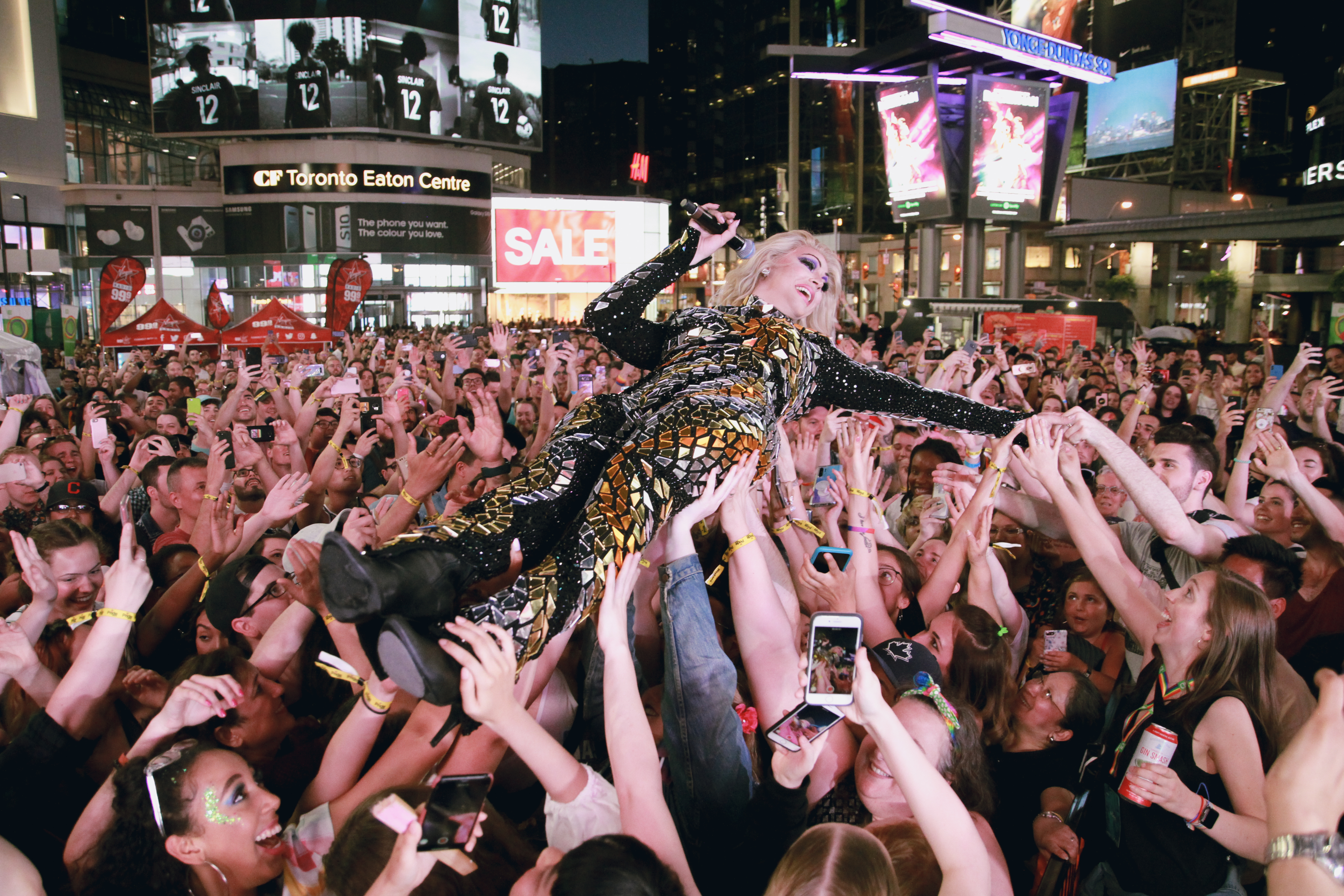
Hytes el 22 de juny de 2019 a Toronto

El juny de 2019, Hytes fou una de les 37 drag-queens que apareixien a la portada de la revista New York. El 26 de setembre va ser anunciat que Hytes seria membre estable del jurat de l'edició de 2020 de Canada's Drag Race, la versió canadenca de RuPaul's Drag Race. És la primera concursant de qualsevol programa del format Drag Race a convertir-se en membre del jurat a temps complet.
L'11 de novembre de 2019 va guanyar el People's Choice Awards a "canadenca més rellavant".

## Vida privada
Abans d'entrar a Drag Race, vivia a Nashville, Tennessee. Des de llavors, viu a Los Angeles.
La seva mare drag és Farra N. Hyte i la seva germana drag és Heaven Lee Hytes.